# Rondella di San Zeno in Monte
La rondella di San Zeno in Monte è un baluardo situato lungo le mura magistrali di Verona, sulla sinistra d'Adige, progettato da Teodoro Trivulzio.

## Storia e descrizione
Preesistente alla rondella era la cinta muraria scaligera, commissionata da Cangrande della Scala e realizzata tra 1321 e 1324 su progetto del maestro Calzaro. Nella prima fase, oltre alla costruzione della cinta turrita, si operò lo scavo del fossato, direttamente in un banco di tufo. Solo nel 1523 venne poi edificato il baluardo su progetto di Teodoro Trivulzio, nell'ambito del rafforzamento da parte della Repubblica di Venezia delle fortificazioni di Verona, che aveva l'obiettivo di renderle più adatte all'introduzione della polvere da sparo. Nel 1840 vi fu infine il restauro del paramento sotto la direzione del Genio Militare austriaco.
Si tratta di un'opera a tracciato circolare, di muratura e terra, con postazione di artiglieria in casamatta, aggiunta per rafforzare la cinta scaligera presso una torre. Il muro di rivestimento è caratterizzato da un paramento in mattoni di laterizio e possiede un andamento a scarpa, ossia in pendenza, sino all'altezza della cordonatura di pietra, e termina con un coronamento superiore, sempre in laterizio, verticale, che sostiene il parapetto di terra con scarpata a pendenza naturale.